# Ціною тисяч (фільм, 1925)
«Ціною тисяч» (рос. «Ценой тысяч», інші назви «Розплата», «Час настав») — грузинський радянський художній фільм кінорежисера Володимира Барського. Історична драма за твором Григорія Арустанова. Стрічка є продовженням фільму «Кошмари минулого» (1925) і другим із серії «Залізна когорта» (1924).

## Сюжет
Події у фільмі відбуваються в 1916—1917 роках. Головний герой — молодий робітник Гарун, син загиблого учасника революції 1905 року. За поширення прокламацій, що закликають робітників до боротьби проти самодержавства, царська охранка заарештовує Таруна. За допомогою друзів йому вдається втекти, і він знову повертається до революційної роботи. Його заклик до боротьби проникає в середовище робітників фабрик і заводів, знаходить відгук серед солдатів царській армії. У рідному поселенні Гарун знайомиться з місцевою вчителькою Аллою, донькою фабричної робітниці. Алла переймається ідеями Гаруна і присвячує себе революційній боротьбі. Не раз провокатори зраджують Гаруна та його товаришів, але відважним революціонерам вдається врятуватися від переслідування. Лютнева революція не дала свободи трудящим Грузії. Гарун знову в рядах борців за справу робітничого класу.
Хвиля Жовтневої революції докотилася до Грузії. Робітники і селяни піднялися на боротьбу з контрреволюційними силами. У цій боротьбі гине Алла, убита кулею юнкерів. Гарун присягається над трупом улюбленої дівчини довести справу трудового народу до кінця.

## Актори
- Михайло Чіаурелі — Гарун
- К. Дяши — Алла
- Акакій Хорава — Сандро
- Захар Беришвілі
- Веріко Анджапарідзе
- Нато Вачнадзе
- Микола Санішвілі
- Заалі Теришвілі
- Акакій Хінідбідзе
- В. Чіаурелі
- Леван Хотіварі
- Марія Теназі